# Henryk Bałuszyński
Henryk Edward Bałuszyński (ur. 15 lipca 1972 w Knurowie, zm. 1 marca 2012 w Rudzie Śląskiej) – piłkarz, reprezentant Polski.

## Kariera reprezentacyjna
W Reprezentacji Polski rozegrał 15 spotkań i strzelił 4 bramki, debiutował 9 lutego 1994 w Santa Cruz de Tenerife w meczu z Hiszpanią (1:1).
| l.p. | Data                 | Miejsce                | Przeciwnik       | Rezultat | Rozgrywki       | Grał   | Uwagi |
| ---- | -------------------- | ---------------------- | ---------------- | -------- | --------------- | ------ | ----- |
| 1.   | 9 lutego 1994        | Santa Cruz de Tenerife | Hiszpania        | 1-1      | towarzyski      | od 63' |       |
| 2.   | 4 maja 1994          | Kraków                 | Węgry            | 3-2      | towarzyski      | od 46' | Gol   |
| 3.   | 17 sierpnia 1994     | Radom                  | Białoruś         | 1-1      | towarzyski      | od 46' |       |
| 4.   | 16 listopada 1994    | Zabrze                 | Francja          | 0-0      | elim. Euro 1996 | do 82' |       |
| 5.   | 10 grudnia 1994      | Rijad                  | Arabia Saudyjska | 2-1      | towarzyski      | do 70' | Gol   |
| 6.   | 29 marca 1995        | Bukareszt              | Rumunia          | 1-2      | elim. Euro 1996 | 90'    |       |
| 7.   | 25 kwietnia 1995     | Zabrze                 | Izrael           | 4-3      | elim. Euro 1996 | do 46' |       |
| 8.   | 11 października 1995 | Bratysława             | Słowacja         | 1-4      | elim. Euro 1996 | do 81' |       |
| 9.   | 15 listopada 1995    | Trabzon                | Azerbejdżan      | 0-0      | elim. Euro 1996 | do 67' |       |
| 10.  | 28 lutego 1996       | Rijeka                 | Chorwacja        | 1-2      | towarzyski      | do 64' | Gol   |
| 11.  | 1 maja 1996          | Mielec                 | Białoruś         | 1-1      | towarzyski      | do 68' |       |
| 12.  | 9 października 1996  | Londyn                 | Anglia           | 1-2      | elim. MŚ 1998   | 90'    |       |
| 13.  | 10 listopada 1996    | Katowice               | Mołdawia         | 2-1      | elim. MŚ 1998   | do 72' | Gol   |
| 14.  | 2 kwietnia 1997      | Chorzów                | Włochy           | 0-0      | elim. MŚ 1998   | do 66' |       |
| 15.  | 30 kwietnia 1997     | Neapol                 | Włochy           | 0-3      | elim. MŚ 1998   | do 66' |       |

## Śmierć i pogrzeb
Zmarł w szpitalu na tętniaka aorty 1 marca 2012 w Rudzie Śląskiej. Został pochowany 7 marca 2012 w Chudowie.